# Forêt ancienne du Lac-Brontosaure
La forêt ancienne du Lac-Brontosaure est un écosystème forestier exceptionnel situé aux Lacs-du-Témiscamingue au Québec (Canada). Cette aire protégée de 60 ha protège une érablière à bouleau jaune de plus de 200 ans. Elle est située dans la zec de Kipawa.

## Toponymie
La forêt ancienne du Lac-Brontosaure reprend le nom du lac Brontosaure, qui est situé à un kilomètre au sud. Quant au lac, il doit son nom à sa forme rappelant celle d'un brontosaure, un ancien sauropode géant.

## Géographie
La forêt ancienne du Lac-Brontosaure est située à 105 km au sud-ouest de Val-d'Or, dans le territoire non-organisé des Lacs du Témiscamingue. Elle a une superficie de 60 ha. La région est composée de coteaux arrondis aux versants en pente faible et est parsemé de nombreux petits plan d'eau. La forêt est sur du till de profondeur variable à drainage moyen.
La forêt est située dans la zec de Kipawa.

## Histoire
La forêt ancienne du Lac-Brontosaure a été classée comme écosystème forestier exceptionnel en 2007 par le ministère des Ressources naturelles et de la Faune.

## Flore
L'étage supérieur de la forêt est dominé par l'érable à sucre. Il est accompagné par le bouleau jaune, l'épinette blanche et le sapin baumier. Il s'agit d'une forêt qui n'a pas connu de perturbations sévères ou d'intervention humaine sur plus de 200 ans, ce qui est rare en forêt feuillue au Québec. Elle a une structure inéquienne et on retrouve des arbres de grandes tailles. On y rencontre aussi des arbres sénescents, des chicots et des débris ligneux au sol. Les arbres dominants ont plus de 190 ans et certains bouleaux jaunes dépassent même 260 ans et ont un tronc de 60 cm de diamètre.
Les plantes herbacées présentes sont la maïanthème du Canada, la clintonie boréale et l'oxalide de montagne. La thélyptère de New York, une fougère, et des lycopodes comme le lycopode brillant et le lycopode obscur y sont aussi présents.